# Siemens Velaro
Siemens Velaro – seria modeli zespołów trakcyjnych dużych prędkości konstruowanych przez Siemens Mobility.

## Eksploatacja
Modele Velaro wzorowane są na kursujących obecnie w Niemczech składach ICE 3. W zależności od kontrahenta istnieje kilka podstawowych wersji, różniących się parametrami. Eksploatowane są one obecnie w Hiszpanii przez AVE (Velaro E) m.in. na trasie Madryt – Barcelona, w Chinach przez China Railway High-speed jako CRH3 (Velaro CN) i w Rosji przez RŻD jako Sapsan (Velaro RUS).
Ich dostawa zakontraktowana została również przez Deutsche Bahn (Velaro D) i przez Eurostar (Eurostar 320).
W 2006 roku podczas testów została osiągnięta prędkość maksymalna 403,7 km/h (AVE S-103).

## Galeria

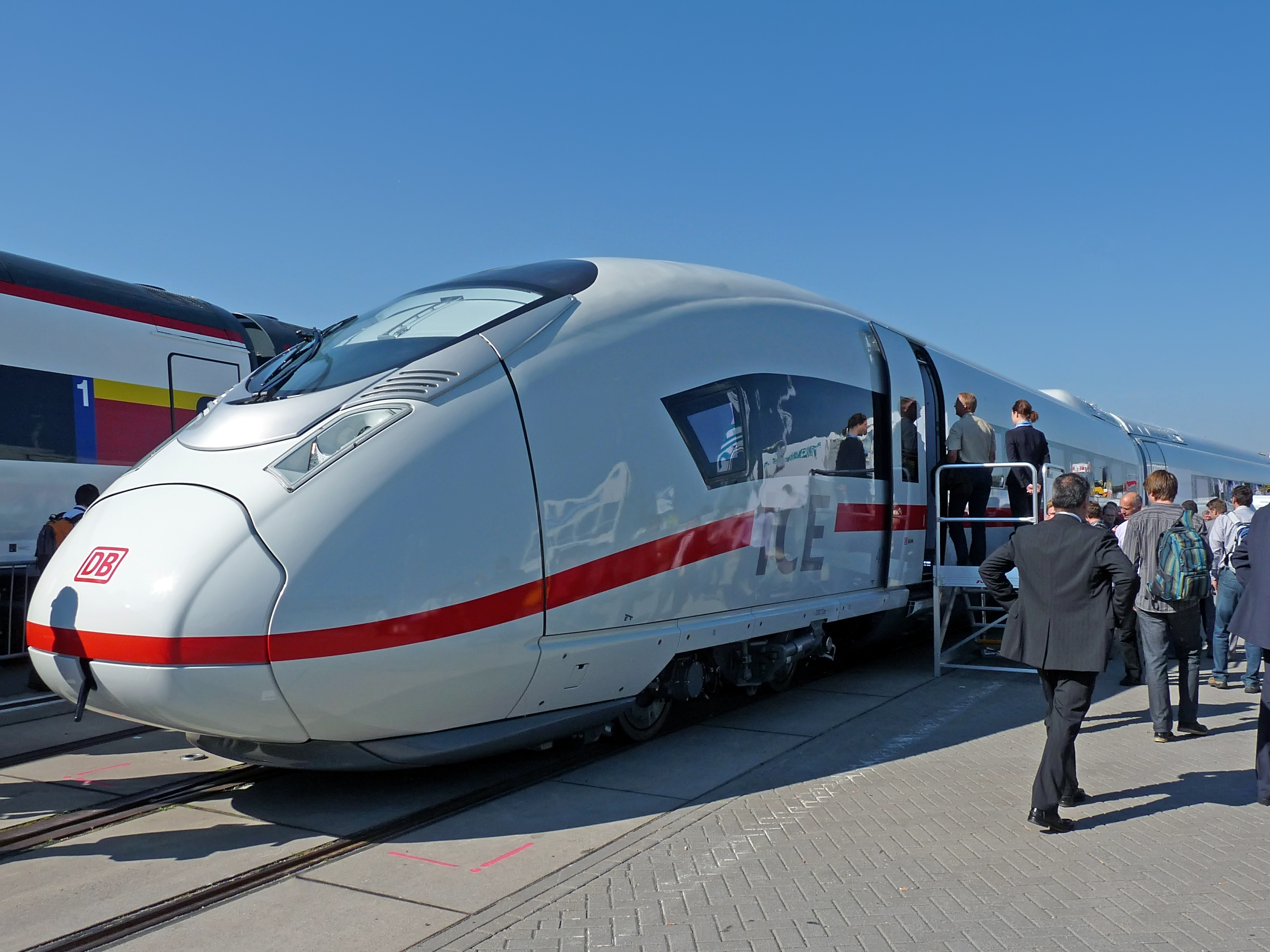
Velaro D (Deutschland) na targach w InnoTrans w 2010
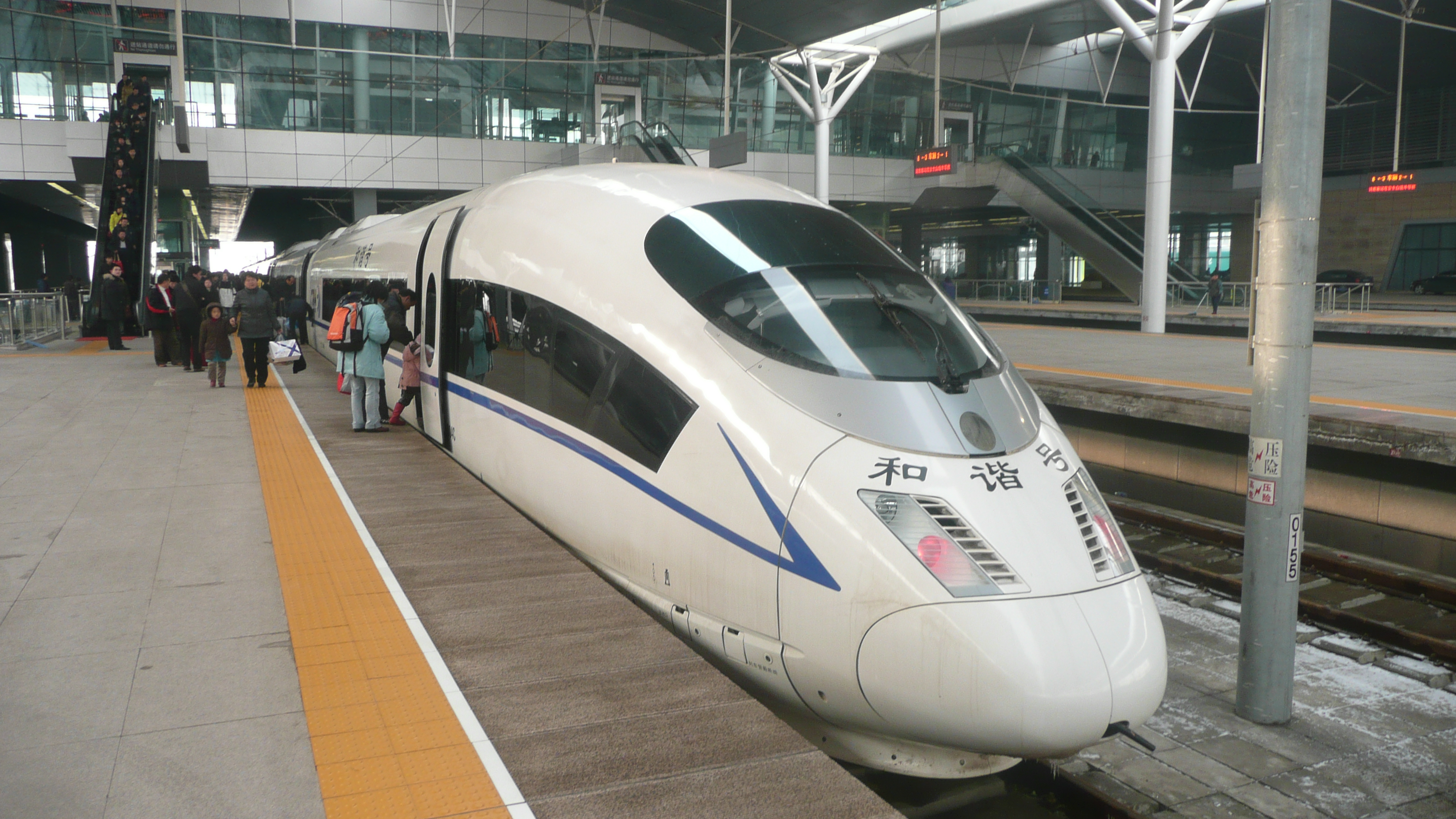
CRH3C na Dworcu w Tianjin w Chinach
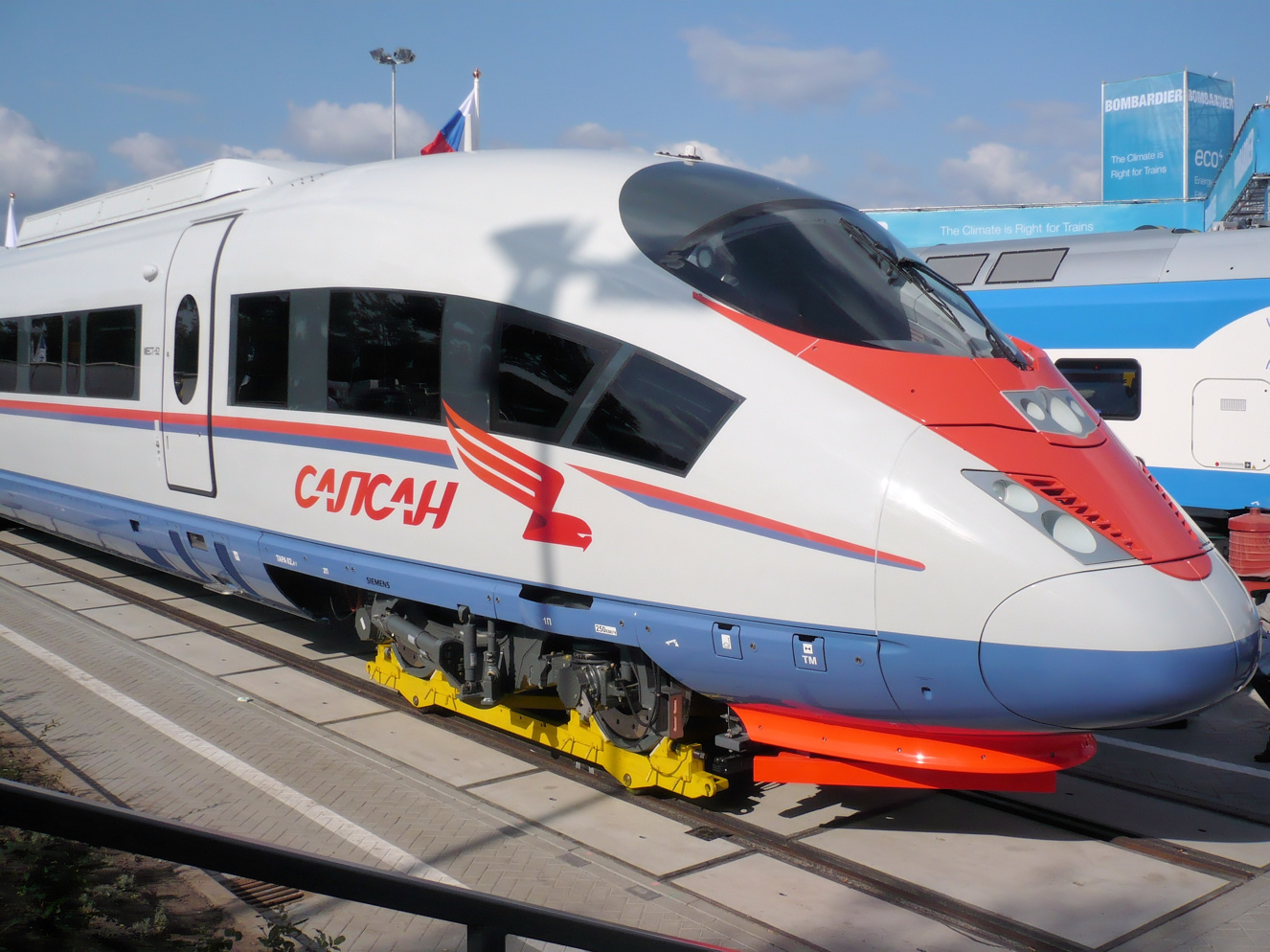
Velaro RUS na targach InnoTrans 2008 w Berlinie
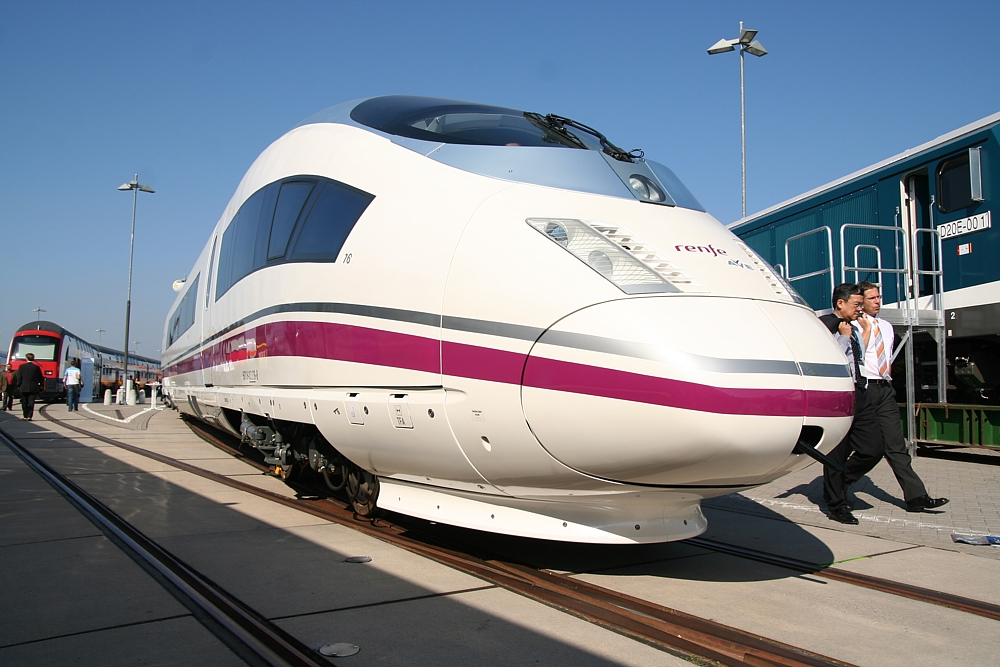
Siemens Velaro E na targach InnoTrans 2006 w Berlinie
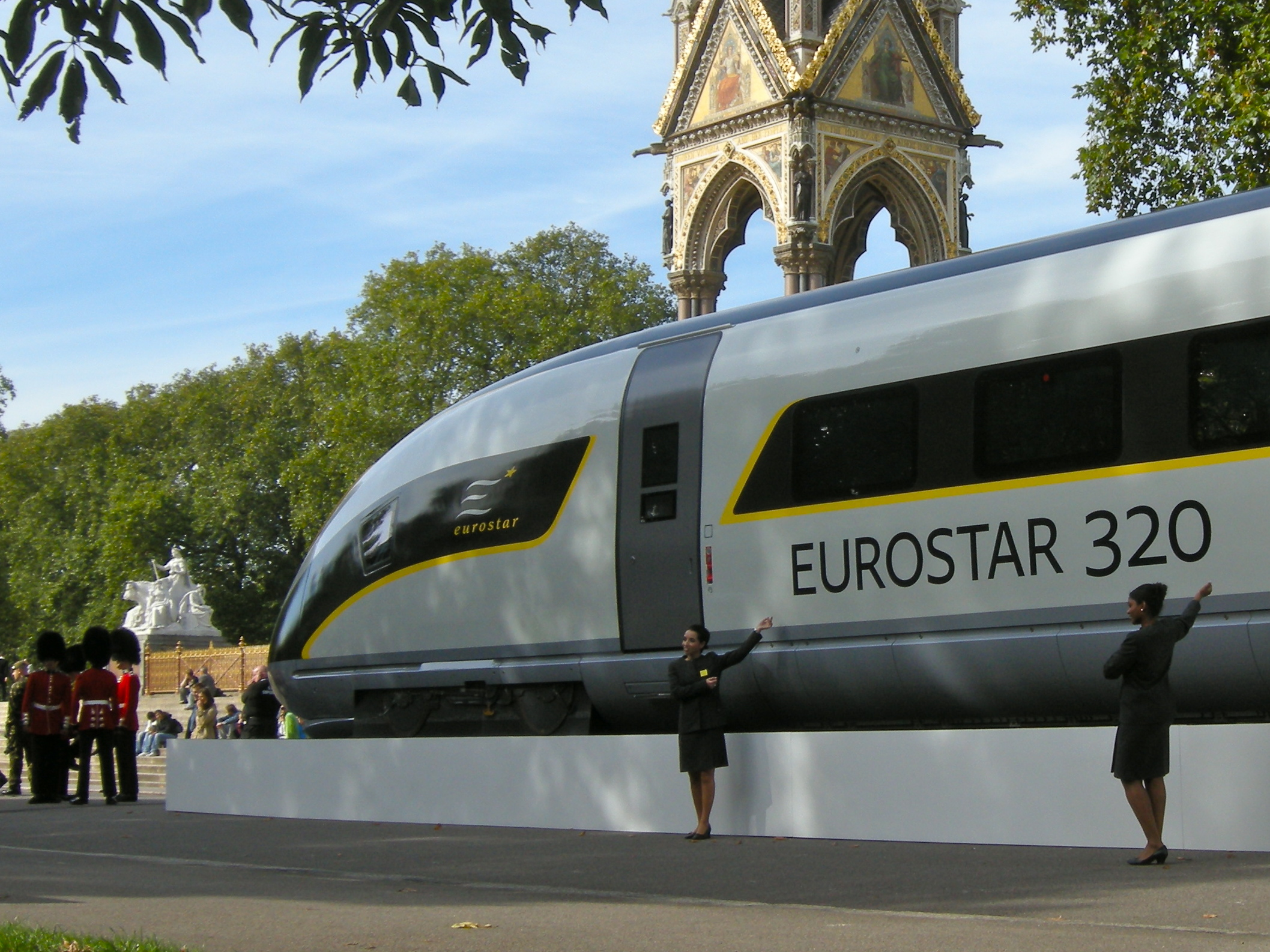
Eurostar 320 – marka Siemens Velaro na konferencji prasowej w Londynie